# Kanton Pontgibaud
Kanton Pontgibaud (fr. Canton de Pontgibaud) je francouzský kanton v departementu Puy-de-Dôme v regionu Auvergne. Tvoří ho 10 obcí.

## Obce kantonu
- Bromont-Lamothe
- Chapdes-Beaufort
- Cisternes-la-Forêt
- La Goutelle
- Montfermy
- Pontgibaud
- Pulvérières
- Saint-Jacques-d'Ambur
- Saint-Ours
- Saint-Pierre-le-Chastel